# ريمون سمايلي
ريمون سمايلي (18 يناير 1904 – 21 أبريل 1993) هو ملاكم كندي راحل، مثّل بلاده في الألعاب الأولمبية الصيفية 1928.

## روابط خارجية
ريمون سمايلي على موقع أوليمبيديا (الإنجليزية)